# Aprilia (Italia)
Aprilia es una localidad y comune italiana de la provincia de Latina, región de Lacio, con 69.271 habitantes.

## Evolución demográfica
| Gráfica de evolución demográfica de Aprilia entre 1861 y 2011 |
|                                                               |
| Fuente ISTAT - elaboración gráfica de Wikipedia *=stima       |